# Эхиогу, Уго
Угочуку «Уго» Эхиогу (англ. Ugochuku Ehiogu; 3 ноября 1972, Хакни, Большой Лондон — 21 апреля 2017, Лондон) — английский футболист, центральный защитник, тренер. Большую часть карьеры провёл в Премьер-лиге в составах «Астон Виллы» и «Мидлсбро». Играл в других английских командах, а также в шотландском «Рейнджерс». Провёл 4 игры за сборную Англии, забив один мяч. С 2014 года возглавлял молодёжную команду «Тоттенхэма».

## Клубная карьера

### Астон Вилла
В 1989 году Эхиогу стал профессионалом, подписав контракт с «Вест Бромом». За клуб он провёл несколько игр во Втором дивизионе. В августе 1991 года был приглашён Роном Аткинсоном в «Астон Виллу», сумма трансфера составила £40,000.
С 1994 года закрепился в основном составе бирмингемской команды, став напарником Пола Макграта в центре обороны. Выступал за «Виллу» в течение девяти лет, проведя более 300 матчей в различных турнирах. В 1996 году выиграл Кубок Футбольной лиги — в финале со счётом 3:0 был разгромлен «Лидс Юнайтед».
Покинул команду в ноябре 2000 года, перейдя в «Мидлсбро» за £8,000,000.

### Мидлсбро
В дебютной игре за новую команду Эхиогу получил травму и был вынужден восстанавливаться несколько месяцев. Тем не менее, набрав форму, он закрепился в основе, где играл вместе с бывшим партнёром по «Астон Вилле» Гаретом Саутгейтом.
В 2004 году вновь стал обладателем Кубка лиги, несмотря на то, что часть сезона пропустил из-за травм. Повреждение колена беспокоило его и в следующем сезоне.
В начале 2006 года Эхиогу должен был перейти в родной для него «Вест Бромвич», но трансфер не состоялся из-за большого количества травмированных в составе «Боро». В ноябре 2006 года на правах аренды перешёл в «Лидс», за который выступал до января 2007 года.

### Рейнджерс
22 января 2007 года в качестве свободного агента подписал контракт с «Рейнджерс». В дерби против «Селтика» забил свой первый мяч за клуб, принёсший его команде победу со счётом 1:0. 16 апреля 2007 года этот мяч был признан болельщиками лучшим голом сезона.
Со стартом сезона 2007/08 стал проигрывать борьбу за место в составе Карлосу Куэльяру и Дэвиду Уэйру. В январе 2008 года покинул команду.

### Шеффилд Юнайтед
18 января 2008 года подписал контракт с «Шеффилд Юнайтед». Дебютировал за новую команду в игре против «Уотфорда».
Эхиогу закрепился в основе, но в начале 2009 года в матче против «Вулверхэмптона» вновь получил травму и выбыл до конца сезона. По его итогам «Юнайтед» не смогли заработать повышение в классе, и контракт с Эхиогу был расторгнут с целью разгрузить зарплатную ведомость клуба.
3 августа 2009 года объявил о завершении своей карьеры.

## Выступления за сборную
За первую сборную Англии дебютировал в 1996 году, выйдя на замену в товарищеском матче против Китая. Провёл за неё ещё три матча. 28 февраля 2001 года в товарищеской игре с Испанией забил свой единственный мяч за сборную.

## Тренерская работа
Входил в тренерский штаб Питера Тейлора в молодёжной сборной. С 2014 года тренер молодёжной команды «Тоттенхэма».

## Личная жизнь
После завершения карьеры основал свой лейбл звукозаписи — Dirty Hit.

## Смерть
20 апреля 2017 года Эхиогу потерял сознание во время тренировки и умер на следующий день в больнице.
Похоронен на Хайгейтском кладбище в Лондоне.

## Трофеи
- Астон Вилла:
  - Кубок Футбольной лиги: 1994, 1996
- Мидлсбро:
  - Кубок Футбольной лиги: 2004